# Hotel a capsule

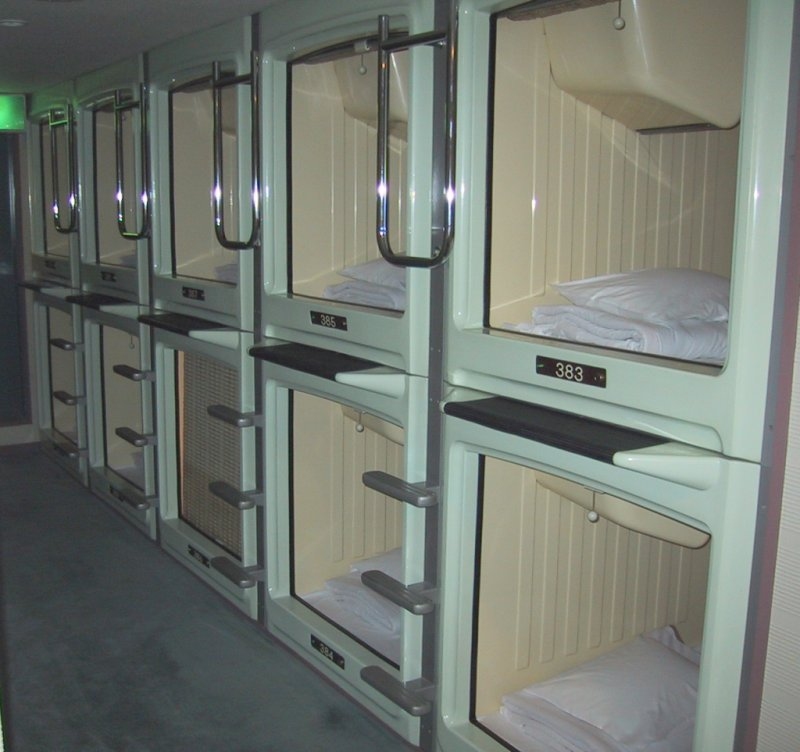
Capsule a Osaka

Un hotel a capsule (カプセルホテル?, kapuseru hoteru) o albergo capsulare, è un sistema di hotel a occupazione estremamente densa: lo spazio per gli ospiti è ridotto alla dimensione di un blocco modulare in plastica o in fibra di vetro di circa 2 m di lunghezza per 1 m di larghezza e 1,25 m di altezza, fornendo un minimo spazio che consente di dormire e poco più; spesso queste strutture includono un televisore e altre apparecchiature per l'intrattenimento elettronico.

## Storia
Questo stile d'accomodazione alberghiera venne sviluppato in Giappone e si sta progressivamente diffondendo anche in Australia, Francia, Russia e Sudafrica. Il primo hotel a capsule è stato il Capsule Inn Osaka, disegnato da Kishō Kurokawa e situato a Umeda, distretto di Osaka; fu inaugurato il 1º febbraio 1979 e il costo iniziale per una stanza era di ¥ 1 600.

## Descrizione
Queste capsule vengono solitamente raggruppate e immagazzinate in pile alte due unità. Il bagaglio viene abitualmente depositato in un armadio in una sala vigilata con telecamere, lontano dalla capsula. La privacy viene mantenuta da una tendina posta al lato dell'ingresso aperto della capsula. Talvolta il rumore ambientale può essere molto elevato.
Sono preposte a uso comune macchine lavabiancheria a gettone e altri dispositivi correlati, e vi sono spesso piccoli bar, una caffetteria oppure un modesto ristorante e, quasi sempre in ogni piano, qualche distributore automatico e altre strutture per l'intrattenimento.

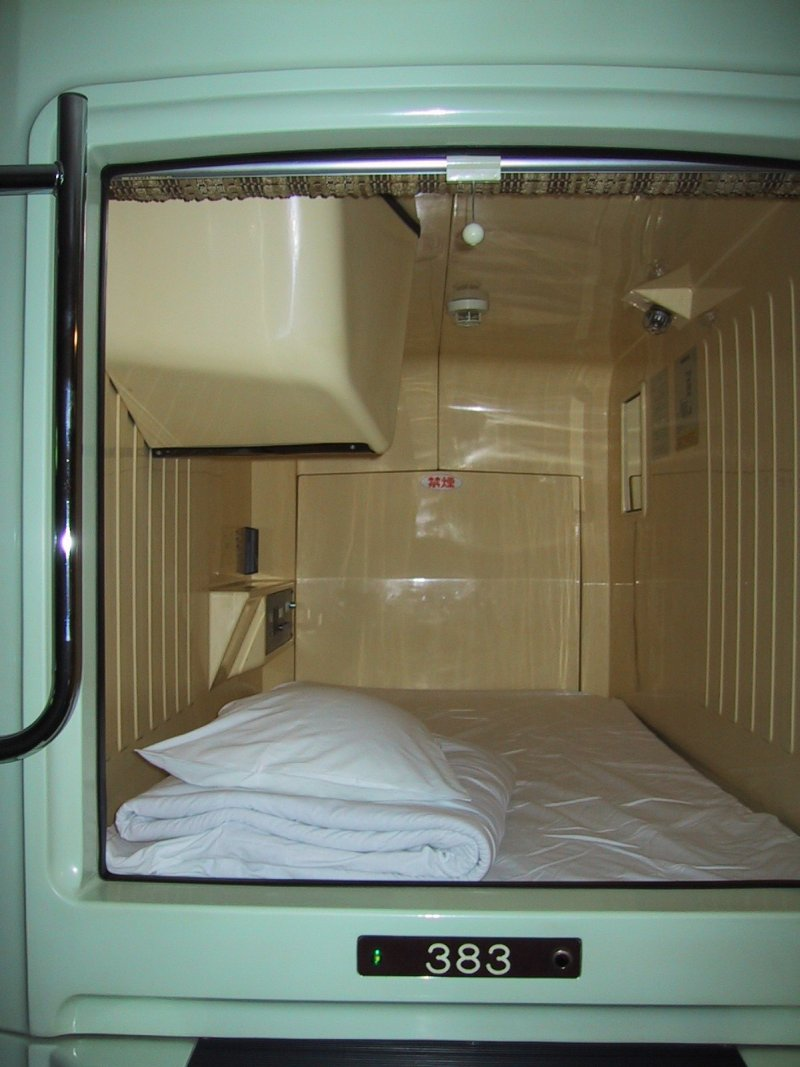
Una capsula, con una TV nell'angolo in alto a sinistra

Gli alberghi giapponesi a capsule variano molto in dimensione: alcuni hanno solo una cinquantina di capsule, altri più di 700. Solitamente i clienti sono di sesso maschile.
Gli hotel a capsule si trovano molto spesso nei pressi di aeroporti o stazioni ferroviarie, permettendo così al passeggero che aspetta una coincidenza per il giorno dopo di fermarsi a dormire risparmiando tempo e denaro, senza dover cercare in taxi un albergo per la notte.
Vi sono anche hotel a capsule con zone dormitorio separate per i due sessi. Spesso all'entrata viene chiesto di cambiare i vestiti e le scarpe con una vestaglia (in giapponese nota come "yukata") e di calzare calzini-scarpa tipo "slippers" (quelli che si indossano in aereo); a volte viene fornito anche un asciugamano.
Il principale vantaggio di questi hotel è che quasi sempre hanno capsule disponibili. Inoltre il loro basso prezzo, attorno a ¥2000-4000 per notte, li rende convenienti. Questi alberghi non sono necessariamente considerati come un'opzione per persone con bassi salari, dato che un tipico cliente potrebbe essere un pendolare salariato di aziende private, che dopo una notte di straordinari ha perso l'ultimo treno per casa.
Alcuni capsule hotel offrono sconti per l'occupazione in ore diurne, destinati a chi necessita di una siesta pomeridiana.

## Riferimenti nella cultura di massa
Si vedono hotel a capsule nei film: Fino alla fine del mondo (1991), Il quinto elemento (1997), New Rose Hotel (1998), The Fast and the Furious: Tokyo Drift (2006), Cars 2 (2011) (in una delle scene ambientate a Tokyo una macchina entra in una capsula per riposarsi) e Neuromancer (nel quale appaiono sotto l'ironico nome di coffin hotel, ovvero "hotel bara"). Altri riferimenti sono nel video musicale di Read My Mind dei The Killers e nel videogioco Deus Ex: Human Revolution.